# Hal Foster
Hal Foster   (Halifax, 16 d'agost de 1892 - Winter Park, 25 de juliol de 1982), nom amb que signava i pel que era més conegut Harold Rudolph Foster, és un dels grans mites de la història dels còmics. Compta amb la seva trajectòria amb el fet, d'haver dibuixat dos dels més destacats personatges de la història del còmic: "Tarzan" i "El Príncep Valent." A començaments de 1929, Foster il·lustra una adaptació per a la presa de "Tarzan dels micos", d'Edgar Rice Burroughs. El mateix Burroughs l'elegiria, dos anys més tard, per portar al còmic el seu personatge. Però Foster mai es va sentir realment identificat amb Tarzan. tanmateix, la seva feina havia atret la mirada de William Randolph Hearst, que li va oferir crear una sèrie especialment per ell, però Foster volia realitzar la seva pròpia. Inicia a treballar en ella mentre encara dibuixava Tarzan. El resultat fou "Derek, Son of Thane", Rebatejat per "John Connolly", president de "King Features Syndicate", com "El Príncep Valent", Foster dibuixaria "El Princep Valent" fins al 16 de maig de 1971 en què ho va deixar, pràcticament, en mans de John Cullen Murphy. De totes maneres, Foster encara es reservava la redacció i el control de la sèrie. La seva veritable jubilació ocorre en la pàgina del 10 de febrer de 1980. Va morir dos anys més tard, el 25 de juliol de 1982.

## Biografia
Harold Rudolph Foster, neix el 16 d'agost de 1892, a la ciutat de Halifax, a la riba de l'oceà Atlàntic, a l'estat Canadenc de Nova Escòcia, d'ascendència anglesa, alemanya i irlandesa, molt aviat va apreciar els ambients naturals de les costes on va viure la seva infantesa i va despertar en ell una primerenca afició per les coses del mar. Segons sembla amb només vuit anys, ja manejava un petit veler amb el qual navegava per la badia de Halifax, i amb dotze anys era oficial de ruta de d'una corbeta de nou metres.
L'any 1906, quan tenia 14 anys, va fer un canvi radical a la seva vida i va passar del mar a la muntanya, de navegar pel mar a l'espessor dels boscos del Canada central, això fou per què la seva família se'n va anar a viure a la ciutat de Winnipeg la capital i la ciutat més poblada de la província de Manitoba, molt a prop de la ciutat i ha el Llac Winnipeg que té el mateix nom que la ciutat, aquí n'Harold, va tenir un contacte encara més intens amb la natura, i la caça i la pesca, varen ser les seves ocupacions preferides. El 1910 amb 18 anys va deixar els estudis, per poder ajudar a la família. Entre les diferents feines que va fer sembla que i a la Boxa, però la quina va fer més temps, i li aportar més diners va ser la d'il·lustrador de catàlegs, de venda per correspondència, amb l'estabilitat econòmica va arribar el matrimoni i va poder fer una família.
Harold, no va deixar el contacte amb la naturalesa, aquella naturalesa que l'acompanyaria al llarg de tota la seva obra, de fet en les seves estones lliures aprofitava per tenir un contacte directe amb la natura. El 1916 i com a hobby, es va dedicar a buscar or, sembla que amb un cert èxit, per què va descobrir a prop del llac Rice, un filó valorat en un milió de dòlars, el 1920 l'en van desposseir i es va acabar la seva vida aventurera.
Per perfeccionar el que s'estava convertint en el seu ofici, el dibuix, va marxar de Canada cap als Estats Units d'Amèrica, concretament a Chicago on es va matricular als cursos de l'Art Institute, de la Chicago Academy of Fine Arts i de la National Academy of Desing. en finalitzar els estudis es va dedicar a la il·lustració i a la publicitat en aquests camps va adquirir una molt bona reputació professional, això li va permetre d'associar-se a l'agencia Campbell-Edwald de Detroit. En aquesta etapa de la seva vida, Harold foster encara no s'havia ni plantejat de treballar en el còmic, que era un mitjà que li era aliè. Per la revista Popular Mechanics i realitzava habitualment, algunes de les seves portades, i fou el contacte amb aquesta agència que va introduir a Foster, en la narrativa gràfica i li va canviar el destí fins al punt que Foster no va deixar de dibuixar còmic fins a la seva mort. Foster, va saber millorar i enriquir aquesta nova forma d'expressió, fins al punt que tot i ser un dels primers dibuixants de còmic realista, molt aviat va ser un referent i un mestre en aquest camp, la seva manera de treballar va fer escola i ja es considera Harold Foster, el pare dels còmics realistes dels Estats Units d'Amèrica.

## Obra i Personatges

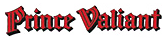
Prince Valiant logo

Tarzán, aquest és un dels emblemàtics personatges dibuixats per Hal Foster, es va publicar per primera vegada el 7 de gener de 1929 a la premsa dels Estats Units d'Amèrica.
Príncep Valent,Un dels personatges que han fet que Harold Rudolph Foster, s'hagi consagrat com un mestre del dibuix.